# Gamma Centauri
Gamma Centauri (γ Centauri, γ Cen) è una stella binaria nella costellazione del Centauro di magnitudine apparente +2,20 distante 130 anni luce. È conosciuta anche con il suo nome tradizionale di Muhlifain, da non confondere però con Muliphein, nome tradizionale della stella γ Canis Majoris, mentre in Cina era conosciuta, insieme a τ Centauri, con il nome di Koo Low, la "Torre dell'arsenale".

## Osservazione
La sua posizione moderatamente australe fa sì che questa stella sia osservabile specialmente dall'emisfero sud della Terra, in cui si mostra alta nel cielo nella fascia temperata; dall'emisfero boreale la sua osservazione risulta invece più penalizzata, specialmente al di fuori della sua fascia tropicale. In particolare, data la sua declinazione pari a 48°S, essa è invisibile in tutte le regioni più a nord del 41º parallelo. La sua magnitudine pari a 2,18 le consente di essere scorta con facilità anche dalle aree urbane di moderate dimensioni.

## Caratteristiche del sistema
Gamma Centauri è composta da due stelle piuttosto simili, di classe spettrale A1IV; si tratta cioè di due stelle subgiganti bianche che sono prossime a divenire vere e proprie stelle giganti. Hanno una massa quasi 3 volte quella del Sole e sono 95 volte più luminose. La loro separazione visuale nel 2000 è di 1,217 secondi d'arco, che nella realtà si traducono in una distanza media tra le due componenti di 37 UA, sebbene l'orbita piuttosto eccentrica (e = 0,79) le porta a variare la distanza da 8 a 67 UA, con un periodo orbitale di 84,5 anni.
Nella tabella sotto la separazione delle 2 componenti in base all'anno di osservazione:
| Anno | Separazione angolare | Angolo di posizione |
| ---- | -------------------- | ------------------- |
| 1990 | 1,4″                 | 353°                |
| 2000 | 1,0″                 | 347°                |
| 2005 | 0,7″                 | 341°                |
| 2010 | 0,4″                 | 324°                |